# 今はバラ色が好き
『今はバラ色が好き』（いまはバラいろがすき）は、1977年10月13日から1978年4月6日まで日本テレビ系列で放送されたテレビドラマである。松竹と読売テレビの共同製作。全26話。放送時間は毎週木曜 21:00 - 21:54 （日本標準時）。

## 概要
東京郊外にある老舗の商店「藤森商店」とその近所に進出して来たスーパー「ハマノチェーン」との対立の中、一方で若い世代の間には仕事に対する情熱とラブロマンス、中年世代の男女間には淡い感情がそれぞれ生じるというその模様を描いた。
揺れ動く人の心の底にあるものの追求が主題であり、「人生は誤解の連続。明日は何色が好きになるかわからない」と言う意味のタイトルであるという。

## キャスト
- 新村達雄：近藤正臣
新規開店する「ハマノチェーン」の初代店長。
- 藤森麻子：松坂慶子
- 浜野由紀子：中田喜子
- 藤森耕次郎：加藤武
麻子の父で、乾物商。
- 浜野恭助（由紀子の父）：菅原謙次
- 浜野芳枝（由紀子の母）：文野朋子
- 志津子（麻子の伯母）：白川由美
- 津田和作：桜井センリ
スナック「ジョイフル」のマスター。
- 浜田良作：火野正平
- 小島幹雄：内藤武敏
- 藤森文子（耕次郎の母）：浦辺粂子
- パン屋の娘・松子：斉藤友子
- 付き添い婦：たくみさよ
- 受付：世樹まゆ子
- 本社社員：大柴允人
- 松下主任：喜久川清
- お茶屋の信造：藤原釜足
- 子供園の園長：南美江
- 新村正一（達雄の父）：高松英郎

## スタッフ
すべて「テレビドラマデータベース」からの参考。
- 原案：山田太一
- 企画：荻野慶人
- 脚本：山田太一、荒木芳久
- 演出：荻野慶人
- 演出補：山根治
- 演出助手：角田昇
- プロデューサー：馬道春夫
- 制作補：高橋信仁
- 音楽：福井峻
- 音響効果：山本文勝
- 技術：太田博
- カメラ：田中文夫
- 照明：菊池護
- カラー調整：横田久雄
- 音声：白石正
- 録画編集：季村邦彦
- 協力：東通
- セットデザイン：加藤昌男
- 美術制作：沢井義雄
- 美粧：ユミ・ビュアクス
- スチール監修：広瀬光男（テシコ）
- カメラ提供：ヤシカ
- 制作：松竹、読売テレビ

## 主題歌
「今はバラ色が好き」
作詞：谷川俊太郎 / 作曲：福井峻 / 歌：雪村いづみ